# إيل بلاغي
إيل‌ بلاغي هي قرية في مقاطعة شوط‌، إيران. عدد سكان هذه القرية هو 503 في سنة 2006.